# Arte dei Brentatori
L'arte dei brentatori è un antico mestiere legato al trasporto e al commercio del vino e organizzato, in diversi comuni medievali, in un'apposita corporazione.
I brentatori erano, in origine, i portatori di "brente", recipienti in doghe di legno di buona capacità portati a dorso. Diffusi in tutta la pianura padana, da Torino a Bologna, i brentatori erano responsabili del controllo della qualità del vino e ne stimavano il prezzo, ma in caso di necessità assumevano il ruolo di vigili del fuoco, accorrendo con le loro brente colme d'acqua a spegnere gli incendi.
Ben documentata è la società bolognese delI'arte dei brentatori, sorta di fatto nel 1250 ma legalmente riconosciuta solo nel 1407 e dotata degli statuti nel 1410. Venne ad essa riconfermato il pubblico servizio mantenendo l'obbligo dei brentatori di accorrere, al segnale della campana della torre degli Asinelli, per portare acqua dove fosse scoppiato un incendio. Nel 1614 gli statuti furono riformati per precisare meglio l'attività e i limiti dei brentatori ed impedire così abusi e frodi. Durante la seconda metà del '700 la Compagnia scelse come proprio patrono Alberto di Villa d'Ogna, un laico divenuto beato nel 1748, il quale aveva esercitato in gioventù il mestiere del «brentatore». Nel 2015 il Comune di Bologna ha affisso una targa commemorativa sull'antica sede medievale dell'ordine, l'attuale Hotel Commercianti.